# Kvantizacija
Kvantizacija, u procesiranju digitalnih signala, se odnosi na proces gdje su kontinuirane vrijednosti amplitude predstavljene ograničenim setom diskretnih vrijednosti.
Kontinuirana amplituda uzoraka je kvantizirana i mapirana u n-bit binarnih brojeva. To uključuje i zaokruživanje vrijednosti na jedinicu preciznosti. Uređaj ili algoritamska funkcija koji izvodi kvantizaciju je kvantizator. Kvantiziranjem n bitova, raspon amplitude signala je podijeljen u 2n diskretnih razna, i svaki uzorak je kvanitziran na najbližu razinu kvantizacije i onda je mapiran u binarni kod dodijeljen toj razini.
Primjer kvantizacije može biti audio kompaktni disk (CD) koji je sampliran na 44,100 Hz i kvantiziran sa 16 bita koji je jedna od 65,536 mogućih vrijednosti po uzorku. Izbor broja razina je veoma važan u diskretnoj kvantizaciji. Kvaliteta rezultirajućeg signala je obrnuto proporcionalna količini podataka potrebnih da se predstavi svaki uzorak.
Najjednostavniji način kvantiziranja signala je izbor digitalne vrijednosti amplitude koja je najbliža originalnoj analognoj amplitudi. Ovo zaokruživanje na najbližu razinu dovodi do pogreške koja predstavlja najveći izvor smetnje u digitalnom procesiranju signala. U pretvaranju analognih signala u digitalne, razlika između stvarne analogne vrijednosti i kvantizirane digitalne vrijednosti se naziva greškom kvantizacije. Signal koji je nastao zbog ove pogreške je ponekad modeliran kao dodatni slučajni signal zbog stohastičkog ponašanja. Kvantizacija je do određenog stupnja uključena u gotovo sva procesiranja digitalnih signala. Točnost kvantiziranog signala može se popraviti do željenog stupnja povećavajući broj razina L=2n. U isto vrijeme zbog korištenja regenerativnih repetitora signali se mogu prenositi na veće udaljenosti nego što je to bilo moguće za analogne signale.

### Metode kvantiziranja
- Skalarna kvantizacija
- Vektorska kvantizacija
- Ravnomjerna i neravnomjerna kvantizacija

## Skalarna kvantizacija
Jedan od najpoznatijih i najjednostavnijih oblika kvantizacije je skalarna kvantizacija koji radi na skalarnim unosnim podacima. U skalarnoj kvantizaciji su uzorci kvantizirani individualno nasuprot vektorskoj kvantizaciji, u kojoj su blokovi uzoraka kvantizirani u vremenu.
U skalarnoj kvanitzaciji svaki uzorak je kvantiziran na ograničen broj razina koji su često enkodirani u binarnu reprezentaciju. Proces kvantizacije je proces zaokruživanja, tj. svaka točka uzorka signala je zaokružena na ”najbližu” vrijednost od ograničenog seta mogućih razina kvantizacije. U skalarnoj kvanitzaciji set realnih brojeva R je podijeljen na N razdvojenih podskupova koji su označeni s Rx, 1< k<N (svaki se naziva region kvantizacije). x~  je reprezentativna točka ili razina kvantizacije i izabran je iz Rx i odgovara svakom njegovom podskupu. Ako je signal sampliran u vremenu i, xi pripada Rxonda je kvantizirana verzija od x predstavljena kao x~k. Nakon toga x~k kodiran, tj. predstavljen binarnom sekvencom. Ovaj postupak, kodiranje, omogućava prijenos signala. Postoji n mogućnosti za kvantizirane razine, log2n bitova je dovoljno da se ove razine kodiraju u binarne sekvence. Broj bita koji je potreban da se prenese svaki output izvora je R=log2n bita. Cijena predstavljanja svakog uzorka koji pada u region Rx jednom točkom x~k je greška skalarne kvantizacije.

## Vektorska kvantizacija
U skalarnoj kvantizaciji svaki proizvod diskretnog-vremenskog izvora je kvantiziran odvojeno i onda je kodiran. Ideja vektorske kvantizacije je uzimanje blokova izvora izlaza dužine n i dizajniranje kvantizera u n-dimenzionalnom Euklidovom prostoru, prije nego izvršavanje kvantizacije na osnovu pojedinačnih uzoraka u jednodimenzinalnom prostoru. Predpostavimo da su regioni kvantizacije u n-dimenzinalnom prostoru označeni kao Ri, 1<i<K. Ova K područja čine dijelove n-dimenzinalnog prostora. Svaki blok izvora izlaza dužine n je označen kao n dimenzionalni vektor x€Rn; if x€Ri je kvantizovan u kvantiziranu funkciju Qx=x~i. Ukupan broj kvantiziranih razina je označen kao K, log K je broj bita dovoljan da se predstave ove vrijednosti. Ovo znači da je potrebno log K bita po n izvoru izlaza, te je razmjer izvornog koda je: R=log K/n.

## Ravnomjerna i neravnomjerna kvantizacija
S obzirom na ulazne signale i izlazne razine kvantizacija može biti ravnomjerna i neravnomjerna. U ravnomjernoj kvantizaciji raspon ulaza je podijeljen u razine koji imaju jednake razmake. Ravnomjerni kvantizeri su najjednostavniji primjeri skalarnih kvantizatora. U ravnomjernoj kvantizaciji cijela realna linija je podijeljena u N broj regiona. Za razliku od ravnomjerne kvantizacije u neravnomjernoj raspon ulaza nije podijeljen u razine s jednakom razdaljinom. Na ovaj način pogreška je smanjena što znači da kvantizator bolje funkcionira nego ravnomjerni kvantizator s istim brojem razina. U neravnomjernoj kvantizaciji granice područja su središnje točke kvantiziranih vrijednosti.